# Hautecourt-Romanèche

Hautecourt-Romanèche este o comună în departamentul Ain din estul Franței.